# Stowarzyszenie Ochrony Sów
Stowarzyszenie Ochrony Sów (SOS) – przyrodnicza pozarządowa organizacja działająca w Polsce od 2007 roku. Celem Stowarzyszenia jest ochrona zwierząt, ich siedlisk i dziedzictwa przyrodniczego, w tym inicjowanie, koordynowanie i prowadzenie działań na rzecz ochrony ptaków ze szczególnym uwzględnieniem sów.

## Statut
W statucie Stowarzyszenia zapisano sposoby realizacji swoich działań poprzez:
- Badania naukowe i monitoring populacji zwierząt.
- Czynną ochronę dążącą do zabezpieczania terenów i miejsc występowania oraz tworzenie ostoi i miejsc rozrodu zwierząt.
- Opracowywanie i wdrażanie własnych programów edukacyjnych.
- Organizowanie i prowadzenie warsztatów, seminariów, konferencji, zajęć i prelekcji w ramach edukacji ekologicznej i przyrodniczej.
- Opracowywanie i wydawanie materiałów naukowych i popularnonaukowych związanych z ochroną przyrody.
- Wykonywanie i opracowywanie ekspertyz dotyczących ochrony ptaków, ze wskazaniem na sowy, oraz innych elementów przyrody ożywionej i nieożywionej.
- Współpracę z organizacjami, fundacjami, instytucjami i ruchami ekologicznymi polskimi i zagranicznymi.
- Opiniowanie i wypowiadanie się w kwestii planów zagospodarowania przestrzennego oraz wszelkich działań mogących stanowić zagrożenie dla przyrody.
- Współpracę z odpowiednimi organizacjami samorządowymi i instytucjami państwowymi w egzekwowaniu istniejących przepisów.
- Współpracę z innymi, krajowymi i zagranicznymi organizacjami o zbieżnych celach.
- Powoływanie fundacji.
- Podejmowanie działań prawnych mających na celu objęcie ochroną terenów cennych przyrodniczo.

## Działalność
Od 2010 roku SOS, w ramach państwowego monitoringu środowiska, realizuje program Monitoringu Lęgowych Sów Leśnych (MLSL) na 40 powierzchniach zlokalizowanych na terenie całej Polski. Zakres monitoringu obejmuje cztery gatunki sów leśnych wymienionych w Załączniku I dyrektywy ptasiej: puchacza Bubo bubo, puszczyka uralskiego Strix uralensis, włochatkę Aegolius funereus, sóweczkę Glaucidium passerinum. Liczeniem objęte zostały również, jako gatunki dodatkowe: puszczyk Strix aluco oraz uszatka Asio otus. Zasadniczym celem MLSL jest uzyskanie wiedzy na temat liczebności, rozpowszechnienia i trendów zmian liczebności populacji leśnych gatunków sów w poszczególnych regionach Polski.
SOS prowadzi również projekt „Akcja Sowy Mierzei”, który realizowany jest przy współudziale Stowarzyszenia Obserwatorów Ptaków Wędrownych „Drapolicz”. Trwająca od 2011 akcja ma na celu chwytanie oraz obrączkowanie wszystkich gatunków sów migrujących wzdłuż bałtyckiego wybrzeża. Obóz obrączkarski trwa od połowy września do końca listopada, czyli w okresie najintensywniejszej migracji sów. Podczas akcji monitorowana jest liczebność migrujących sów z poszczególnych gatunków, ich struktura wiekowa oraz płciowa.
W roku 2012 SOS rozpoczęło realizację Monitoringu Sów Krajobrazu Rolniczego (MSKR). Jego celem jest poznanie zmian zachodzących w populacjach sów terenów wiejskich i podmiejskich, ze szczególnym uwzględnieniem pójdźki Athene noctua i płomykówki Tyto alba. W monitoringu może wziąć udział każda chętna osoba pod warunkiem posiadania podstawowej umiejętności rozpoznawania głosów sów.
Od 2013 roku trwają prace nad „Atlasem rozmieszczenia sów w Polsce”. Pierwszym etapem tych prac było sporządzenie bazy on-line. Udostępniono narzędzie, które w szybki i łatwy sposób umożliwia obserwatorom gromadzenie danych (nawet pojedynczych obserwacji). Efektem końcowym projektu będzie publikacja naukowa.
SOS jest organizatorem corocznych obozów terenowych w różnych rejonach Polski. Celem tych obozów jest inwentaryzacja słabo rozpoznanych obszarów pod kątem występowania na nich sów, a także edukacja uczestników.
Cyklicznie SOS organizuje konferencje naukowe: „Ogólnopolskie Konferencje Sowy Strigiformes Polski”, na których polscy i zagraniczni pasjonaci i naukowcy przedstawiają wyniki swoich prac. Są one miejscem wymiany doświadczeń i popularyzowania wiedzy o nocnych drapieżnikach.
SOS współpracuje z zagranicznymi organizacjami ornitologicznymi m.in. Łotwą, Serbią.